# سرقات مشروعة
 سرقات مشروعة هو كتاب يستعرض صفحات مجهولة من تاريخ سرقة ونهب وتهريب آثار مصر وتراثها في القرنين الأخيرين. لمؤلفه الذي يعمل قاضيا بمحكمة استئناف القاهرة, وكان مستشارا قانونيا للمجلس الأعلى للآثار في السنوات العشر الأخيرة, وتولى مسؤولية ملف استرداد الآثار المصرية المهربة, ونجح -مع آخرين- في استعادة أكثر من خمسة آلاف قطعة أثرية حتى عام 2011. يتكون الكتاب من أربعة فصول، يتناول الأول نشأة النظام القانوني في مصر لحماية الآثار, ابتداء من صدور أول مرسوم في عام 1835 ينظم التعامل مع الآثار، في عهد محمد علي باشا مؤسس مصر الحديثة, وكذلك إنشاء أول متحف للآثار، تنظيمية للحفائر, ولائحة أخرى في عام 1874 سمحت بنظام قسمة الآثار التي يتم اكتشافها، وبموجب هذه اللائحة, تقسم الآثار إلى قسمين متساويين، أي 50% لكل طرف، وفي عام 1880 صدر مرسوم بحظر تصدير الآثار نظرا لتزايد أعداد الأجانب الذين يغادرون مصر محملين بقطع أثرية. وفي عام 1912 صدر القانون رقم 14، وهو أول قانون متكامل بالمعنى المتعارف عليه اليوم, يتضمن تعريفا للأثر وضوابط تداوله وعقوبات لمخالفة أحكامه, واستبعد المشرّع منها كافة الآثار الإسلامية من التصدير للخارج. في عام 1951 صدر القانون رقم 215 بغرض وضع إجراءات عملية حاسمة للقضاء على تجارة الآثار غير المشروعة, وفي عام 2010 صدر القانون رقم 3 الذي منع الاتجار والتصرفات بالبيع والشراء نهائيا.
يتناول المؤلف في الفصل الثاني صفحات مثيرة من تاريخ نظام القسمة، والملكية الخاصة، وتجارة وإهداء الآثار المصرية، فيقول: «عندما تتجول بالجناح المصري بمتحف المتروبوليتان بنيويورك, أو تدخل متحف اللوفر بعاصمة النور باريس, سوف تتملكك الدهشة من كم الآثار المصرية المعروضة, التي يفوق عددها بالمتحف البريطاني بلندن ما هو موجود لدينا ببعض متاحفنا.» يتناول المؤلف في الفصل الثالث جانبا من تاريخ استرداد آثار مصر المهربة، أم الفصل الرابع والأخير فقد تناول فيه المؤلف استعادة الآثار من داخل مصر, حيث يشير إلى أن حوادث سرقة الآثار طوال فترة الأربعينيات والخمسينيات من القرن العشرين.